# Garfield in Paradise
Garfield in Paradise is de vijfde halfuur durende tv-special gebaseerd op de strip Garfield. De special verscheen in 1986 en is tegenwoordig beschikbaar op de Garfield: Travel Adventures DVD
Naast de bekende cast bevatte deze special ook Wolfman Jack in een gastrol.

## Samenvatting
Jon boekt een derde klas vliegreis naar “het paradijs”, een goedkope versie van Hawaï (met Garfield verkleed als zijn zoon). Ze checken in bij een slonzig motel en zijn teleurgesteld wanneer ze ontdekken dat er in de wijde omtrek van het motel geen strand te bekennen is. Er is wel een zwembad, maar dat staat droog. Als ze hun kamer betreden ontdekken ze ook nog eens dat Odie als verstekeling is meegereisd in Jons koffer. Het drietal verveelt zich behoorlijk totdat ze een auto huren om een strand op te zoeken.
Wanneer ze weer van het strand willen vertrekken begint de auto uit zichzelf te rijden en stopt in de jungle bij een dorp. De dorpelingen buigen voor hun auto. Het opperhoofd (stem: Wolfman Jack) vertelt hun dat de auto ooit toebehoorde aan “The Cruiser”, een legende ooit het dorp inreed en de dorpelingen kennis liet maken met de popcultuur van de jaren 50. De Cruiser offerde zich op om het dorp te redden door de vulkaan in te rijden. Het dorp leeft nu in de stijl van de jaren 50 en de inwoners geloven dan Jons huurauto dezelfde auto is als die waarmee de Cruiser destijds arriveerde.
Jon, Garfield en Odie blijven een tijdje in het dorp waar Jon en Garfield verliefd worden op de prinses van de stam, Owooda, en haar kat (die sterk lijkt op Arlene). Dan barst de vulkaan plotseling uit en Owooda en haar kat willen zichzelf opofferen om het dorp te redden. De vulkaan weigert hen echter: hij wil de auto. Odie en een aap die dienstdoet als de plaatselijke monteur repareren de auto en rijden ermee de vulkaan in, waarna de geest van de Cruiser de vulkaan verlaat. Nu de vulkaan is gekalmeerd worden Odie en de aap geëerd als helden.

## Liedjes inGarfield in Paradise
- "Inversion Layer Airlines Jingle" door Desirée Goyette
- "Hello, Hawaii (Can I Come Over?)" door Lou Rawls en Desirée Goyette
- "Beauty and the Beach" door Lou Rawls, Thom Huge, en Lorenzo Music
- "When I Saw You" door Thom Huge en Desirée Goyette

## Stemacteurs
| Acteur          | Personage            |
| --------------- | -------------------- |
| Lorenzo Music   | Garfield             |
| Thom Huge       | Jon Arbuckle         |
| Gregg Berger    | Odie/Piegon          |
| Wolfman Jack    | the Chief            |
| Frank Nelson    | Hotel klerk/verkoper |
| Desirée Goyette | Owooda               |
| Julie Payne     | Mai-Tai/Stewardess   |
| Nino Tempo      | aap                  |
| Carolyn Davis   | kattin               |
| Hal Smith       | verteller            |